# Jean-Pierre de La Marck
Jean-Pierre, hrabia La Marck – francuski arystokrata i dyplomata, żyjący w pierwszej połowie XVIII wieku.
W latach 1711–1714 był francuskim chargé d'affaires w Elektoracie Bawarii. Przybywszy do Monachium w 1711 roku, był pierwszym francuskim oficjalnym przedstawicielem dyplomatycznym od zajęcia go w 1704 roku przez austriackie wojska. Mimo stosunkowo niskiej rangi dyplomatycznej, jego misja miała więc wysoką wagę.